# Viorel Kraus
Viorel Kraus (n. 5 martie 1940, Alba Iulia, Alba, România) este un fost fotbalist profesionist care a jucat ca atacant la cluburi din România și Turcia.

## Caracteristici tehnice
Viorel Kraus a fost un atacant clasic caruia ii placea sa urce si sa marcheze. Chiar daca a inceput junioratul ca si Fundas central nea Viorel s-a remarcat ca unul dintre cei mai buni atacanti ai anilor '60 si '70.

## Cariera

### Jucător

#### Club

##### Inceputul
Rămas fără tată, Kraus a crescut jucând fotbal, un sport pe care l-a îndrăgit după ce l-a văzut practicat de soldații ruși staționați în Alba Iulia. La 19 ani, tânărul atacant a trecut printr-un moment ridicol. Convocat de la Alba Iulia pentru o deplasare a naționalei de juniori în Anglia, Kraus s-a trezit că nu este lăsat să iasă din țară. A fost în două tabere la Râmnicu Vâlcea pe vremea în care era junior și acolo a fost remarcat, însă până la 21 de ani a jucat în ligile B și C. Prima dată la Progresul CPCS Casa Scânteii, unde a debutat la 16 ani. Numai că echipa asta juca în B fără cumulare de puncte. Era formație de juniori, era ca un sparring partner. La un moment dat însă, a făcut discopatie lombară, dar un coleg de-al lui de la echipă, Sabin Bâscă, care era din Ocna Mureș, i-a recomandat să merg acolo la tratament, să fac recuperarea. Condițiile au fost foarte bune și în câteva luni si-am revenit bine.

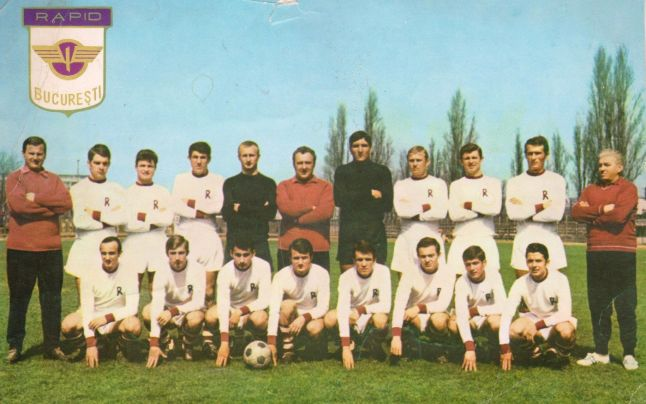
Echipa ceea care a castigat Campionatul in 1967

Viorel Kraus a inceput junoriatul la Rapid București ca atacant, unde a jucat timp de 7 sezoane (1961-1967) și a câștigat primul titlu de campion din istoria clubului si a inntrat in istoria fotbalului giulestin. Ultimul sezon la Rapid l-a petrecut ca si rezerva lui Ion Ionescu chiar daca era rezerva acesta a inscris 2 goluri in 12 partide jucate ca si rezerva. A debutat în 1961, luna august, într-o victorie cu 3-0 împotriva Minerului Lupeni. A dat atunci gol, au mai marcat Ozon și Leahevici. La scurt timp însă, a jucat finala Cupei împotriva Arieșului Turda. Echipă care n-a jucat în istoria ei în prima divizie, dar care a luat trofeul după ce a întors scorul de la 1-0 la 2-1. Era consternați și de atunci a învățat să tratăze cu seriozitate fiecare adversar, indiferent de nivelul la care joacă. A spus că este cea mai mare dezamăgire pe care am trăit-o la Rapid.
In 1967 a plecat la FC Argeș unde a jucat doar două sezoane sub lupa marelui Nicolae Dobrin care acesta îl considera cel mai mare jucător român all-time.
A jucat împotriva lor în Cupa Orașelor Târguri și le-a plăcut de el. A mers acolo alături de partenerul Ion Motroc.  

### Antrenor

#### Club

##### Rapid București și Turcia
A trecut în Giulești și ca antrenor, pentru 3 mandate: în 1981, 1985 și 1987. Din 1996 până în 1999, Viorel Kraus a fost director de marketing la Rapid, dar a plecat din cauza unor neînțelegeri cu patronul de atunci, George Copos.

## Palmares

### Jucător

#### Club

##### Competiții naționale
- Campionatul Romaniei: 1

Rapid București: 1966–1967
- Süper Lig

Altay: 1969–70 (locul 3)

##### Competiții internaționale:
- Cupa Balcanilor: 2

Rapid București: 1963–1964, 1964–1966